# Calymmaria
Calymmaria is een geslacht van spinnen uit de  familie van de waterspinnen (Cybaeidae).

## Soorten
- Calymmaria alleni Heiss & Draney, 2004
- Calymmaria aspenola Chamberlin & Ivie, 1942
- Calymmaria bifurcata Heiss & Draney, 2004
- Calymmaria californica (Banks, 1896)
- Calymmaria carmel Heiss & Draney, 2004
- Calymmaria emertoni (Simon, 1897)
- Calymmaria farallon Heiss & Draney, 2004
- Calymmaria gertschi Heiss & Draney, 2004
- Calymmaria humboldi Heiss & Draney, 2004
- Calymmaria iviei Heiss & Draney, 2004
- Calymmaria lora Chamberlin & Ivie, 1942
- Calymmaria minuta Heiss & Draney, 2004
- Calymmaria monicae Chamberlin & Ivie, 1937
- Calymmaria monterey Heiss & Draney, 2004
- Calymmaria nana (Simon, 1897)
- Calymmaria orick Heiss & Draney, 2004
- Calymmaria persica (Hentz, 1847)
- Calymmaria rosario Heiss & Draney, 2004
- Calymmaria rothi Heiss & Draney, 2004
- Calymmaria scotia Heiss & Draney, 2004
- Calymmaria sequoia Heiss & Draney, 2004
- Calymmaria shastae Chamberlin & Ivie, 1937
- Calymmaria sierra Heiss & Draney, 2004
- Calymmaria similaria Heiss & Draney, 2004
- Calymmaria siskiyou Heiss & Draney, 2004
- Calymmaria sueni Heiss & Draney, 2004
- Calymmaria suprema Chamberlin & Ivie, 1937
- Calymmaria tecate Heiss & Draney, 2004
- Calymmaria tubera Heiss & Draney, 2004
- Calymmaria virginica Heiss & Draney, 2004
- Calymmaria yolandae Heiss & Draney, 2004